# Fala Pardeego
Fala Pardeego (tzw. prąd uszkodzenia) uniesienie odcinka ST elektrokardiogramu wypukłością skierowane ku górze występujące w świeżym zawale serca (STEMI). Fala występuje zazwyczaj w ciągu kilku godzin od momentu rozpoczęcia bólu wieńcowego. Czasami współistnieje lustrzane obniżenie odcinków ST w odprowadzeniach przeciwstawnych. Odcinki ST normalizują się (obniżają do linii izoelektrycznej) w różnym czasie od wystąpienia zawału (od kilku godzin do kilku tygodni).
Zmiana została po raz pierwszy opisana przez Harolda Pardeego w 1920 roku.

Schematyczne przedstawienie uniesienia odcinka ST o typie fali Pardeego.

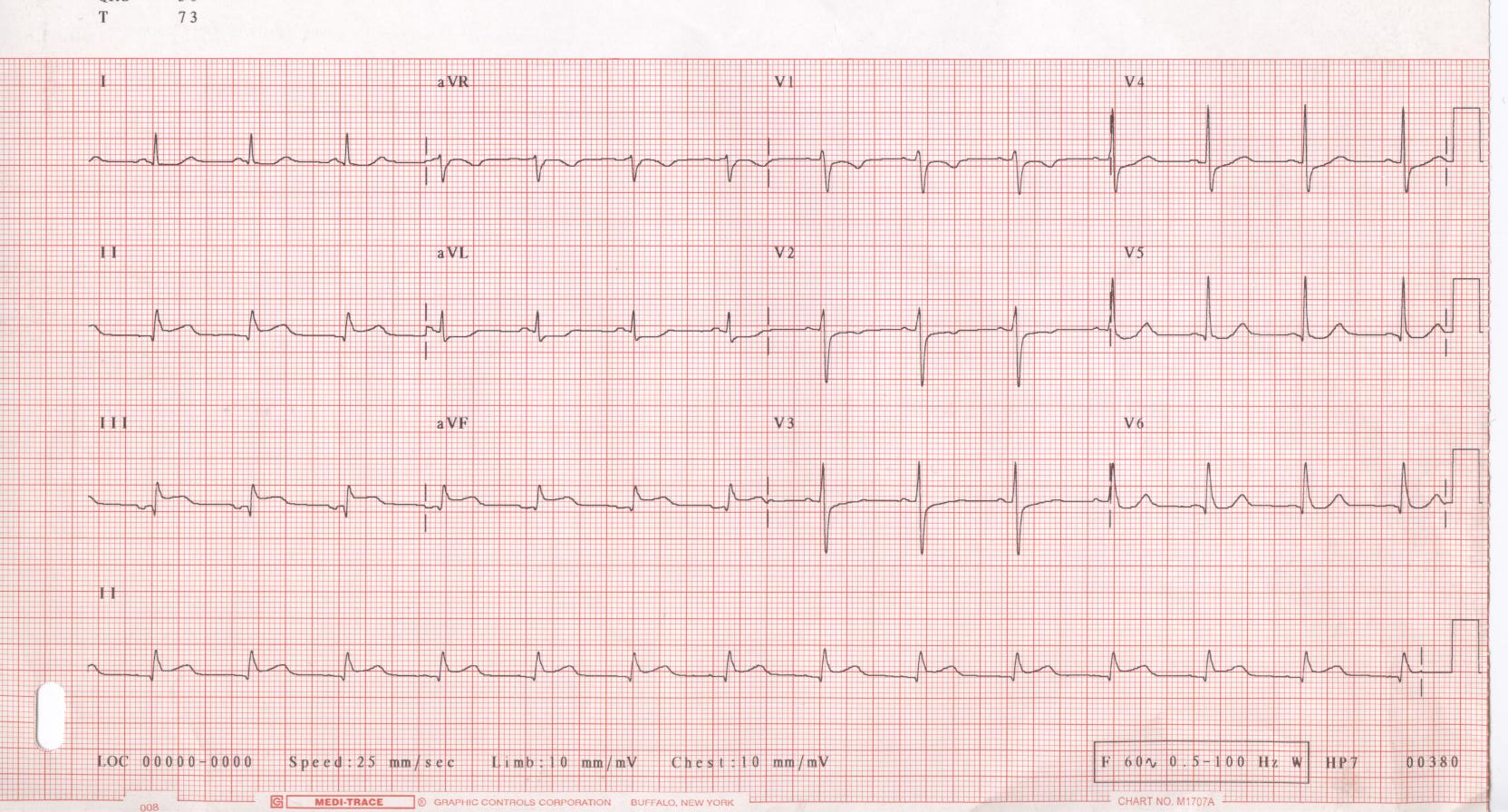
Zapis z 12-odprowadzeniowego EKG ukazujący zawał ściany dolnej mięśnia sercowego. Uniesienia odcinka ST o typie fali Pardeego występują w odprowadzeniach II, III i aVF. Warto zwrócić uwagę na współistniejące obniżenie odcinka ST w I i aVL.